# Jevgenij Sjnejder
Jevgenij Sjnejder (russisk: Евге́ний Михайлович Шне́йдер) (født 1897 i Jevpatorija i det Russiske Kejserrige, død 28. maj 1947 i Sovjetunionen) var en sovjetisk filminstruktør.

## Filmografi
- Bag fjendens linjer (В тылу врага, 1941)[1][2]